# Mount Watters
Mount Watters är ett berg i Antarktis. Det ligger i Östantarktis. Australien gör anspråk på området. Toppen på Mount Watters är 1 953 meter över havet.
Terrängen runt Mount Watters är huvudsakligen kuperad, men västerut är den platt. Trakten är glest befolkad. Närmaste befolkade plats är Odell Glacier Station, 12,6 kilometer nordost om Mount Watters.